# Andrei Siniavski
Andrei Donatovich Siniavski (em russo: Андре́й Дона́тович Синя́вский; 8 de outubro de 1925 — 25 de fevereiro de 1997) foi um escritor russo e dissidente soviético conhecido como réu no julgamento Siniavski-Daniel de 1965. considerado um dos eventos que pôs fim ao Degelo de Khrushchov.

## Vida

### Antes do Julgamento
Sinyavski foi um crítico literário da revista grossa Novy Mir e escreveu obras críticas à sociedade soviética sob o pseudônimo de Abram Tertz ( Абрам Терц) publicado no Ocidente para evitar a censura na União Soviética.

### Julgamento Sinyavsky–Daniel
Siniavski e Yuli Daniel foram condenados por agitação antissoviética em um julgamento simulado, tornando-se os primeiros escritores soviéticos condenados apenas por suas obras de ficção.
Em 4 de setembro de 1965, Sinyavsky foi preso junto com seu colega escritor e amigo Yuli Daniel, e julgado no primeiro julgamento-espetáculo soviético, durante o qual escritores foram condenados abertamente apenas por seu trabalho literário. Sinyavsky e Daniel foram presos como parte da repressão política generalizada na União Soviética devido à publicação de suas obras críticas à vida soviética no exterior.
Legalmente, Sinyavsky e Daniel não podiam ser acusados por suas publicações fora da União Soviética e, em vez disso, foram acusados sob o Artigo 70 do Código Penal da SFSR Russa por produzirem materiais rotulados como " agitação antissoviética ". Esta foi a primeira vez que leis antissoviéticas foram aplicadas a obras de ficção. Dezenas de escritores e intelectuais soviéticos saíram em defesa de Sinyavsky e Daniel e, em 5 de dezembro de 1965, realizaram a reunião da Glasnost em Moscou, a primeira manifestação política pública espontânea na União Soviética após a Segunda Guerra Mundial.
O julgamento de Sinyavsky-Daniel foi acompanhado por duras campanhas de propaganda na mídia soviética, percebidas como um sinal do fim do degelo de Khrushchev, que havia permitido maiores liberdades de expressão durante o final da década de 1950 e início da década de 1960.

### Emigração e últimos anos
Em 1973, Sinyavsky foi autorizado a emigrar para a França a convite de um professor da Universidade de Paris 8 Vincennes-Saint-Denis. Sinyavsky tornou-se professor de literatura russa na Universidade Sorbonne, foi cofundador do almanaque em língua russa Sintaksis com sua esposa Maria Rozanova e contribuiu ativamente para a Rádio Liberdade. O filho de Sinyavsky e Rozanova, Iegor Gran, formou-se na École Centrale Paris e tornou-se romancista.
No início de 1996, Sinyavsky sofreu um ataque cardíaco e, mais tarde naquele ano, foi diagnosticado com câncer de pulmão com metástases no cérebro . Sinyavsky passou por operações malsucedidas e radioterapia no Instituto Curie . Sinyavsky morreu em 1997 em Fontenay-aux-Roses, perto de Paris, e foi enterrado lá pelo padre e escritor ortodoxo russo Vladimir Vigilyansky, com a presença de Andrei Voznesensky.